# Calderdale
Calderdale è un borgo metropolitano del West Yorkshire, Inghilterra, Regno Unito, con sede a Halifax.
Il distretto fu creato con il Local Government Act 1972, il 1º aprile 1974 dalla fusione del precedente county borough di Halifax coi borghi di Brighouse e Todmorden, con i distretti urbani di Elland, Hebden Royd, Ripponden, Sowerby Bridge, parte di Queensbury e Shelf e parte del distretto rurale di Hepton.

## Località e parrocchie
Tra le località del distretto ci sono:
- Boothtown, Beechwood, Brighouse
- Chiserley, Copley, Cornholme, Cragg Vale
- Eastwood, Elland
- Gauxholme, Greetland
- Hebden Bridge, Heptonstall, Hipperholme, Holywell Green
- Illingworth
- Lightcliffe, Luddenden, Luddendenfoot
- Midgley, Mill Bank, Mixenden, Mount Tabor, Mytholm, Mytholmroyd
- Northowram
- Ogden, Old Town, Ovenden
- Pellon, Portsmouth
- Ripponden, Rishworth
- Savile Park, Skircoat Green, Sowerby, Sowerby Bridge, Sowood Green, Stainland
- Todmorden, Triangle
- Wainstalls, Walsden, Warley Town, West Vale, Wholestone Hill

Le parrocchie sono:
- Blackshaw
- Erringden
- Hebden Royd
- Heptonstall
- Ripponden
- Todmorden
- Wadsworth